# Los Chicos del Puerto
Los Chicos del Puerto es una película española dirigida y escrita por el vallisoletano Alberto Morais. Su estreno fue el 15 de noviembre de 2013.

## Sinopsis
Miguel hace el viaje que su abuelo no puede hacer, ya que está encerrado por su propia familia. La misión es muy sencilla, ir a un funeral y depositar una guerrera militar en la tumba de un viejo hombre, amigo de su abuelo. Miguel, acompañado por Lola y Guillermo, sale de esa isla dentro de Valencia que es el barrio de Nazaret. Deambula por la periferia de Valencia buscando un cementerio, y enfrentándose en definitiva a una ciudad desierta, al menos por un día.

## Reparto
| Actor/Actriz           | Personaje              |
| ---------------------- | ---------------------- |
| Omar Krim              | Miguel                 |
| Blanca Bautista        | Lola                   |
| Mikel Sarasa           | Guillermo              |
| José Luis de Madariaga | Abuelo de Miguel       |
| Ricardo Herrero        | Padre                  |
| Pepa Juan              | Madre                  |
| Ibrahim Bardisi        | Empleado Bocatería     |
| Blanca Bautista Díaz   | Lola                   |
| Sergio Caballero       | Dueño Pub              |
| Esteban Crespo Salais  | Chico 1                |
| Raquel Escribano       | Mujer en el Parking    |
| José Manuel Gil        | Jubilado Calle         |
| Abdelatif Hwidar       | Funcionario 1          |
| Enric Juezas           | Tío Lola               |
| Miguel Lago Casal      | Conductor Autobús      |
| Paco Marín             | Funcionario 2          |
| María José Peris       | Mujer Centro Comercial |
| Samuel Señas           | Funcionario 4          |
| Jordi Tamarit          | Hombre Portal          |
| Panchi Vivó            | Funcionario 3          |

## Equipo Técnico
| Dirección               | Alberto Morais           |
| Guion                   | Alberto Morais           |
|                         | Ignacio Gutiérrez-Solana |
| Productores Ejecutivos  | Verónica García          |
|                         | Alberto Morais           |
| Directora de Fotografía | Bet Rourich              |
| Director de Producción  | Eduardo Santana          |
| Director de Arte        | Carlos Ramón             |
| Montador                | Manel Barriere           |
| Música                  | Xema Fuentes             |

Producido por: Olivo Films y Primero Izquierda
Con la participación de: RTVV
Subvencionado por: Instituto de Cinematografía (ICAA), ayudas sobre proyecto, 2012; Instituto Valenciano de las Artes Cinematográficas (IVAC), ayuda sobre proyecto 2011.
Distribución: Barton Films

## Premios
- Premio al mejor guion en Tirana International Film Festival
- Premio del público en Cine Latino en Tübingen
- Premio Turia a Nuevo Realizador
- Premio del Cine de la Cartelera Levante de Valencia

## Festivales
- Sección Oficial en:
  - 35º Moscow international film festival 2013
  - Toronto international film festival (tiff)
  - Bfi London film festival
  - Mostra de Sao Paulo
  - Festival Europeo de Sevilla
  - Olympia Int' Film Festival
  - Rabat Int' Film Festival

## Críticas
- Una encantadora gema neorealista. Toronto festival internacional de cine. 2013
- Bajo la desmitificadora mirada de su insobornable director, “los chicos del puerto” ofrece una aproximación cruda, rotunda y desnuda pero ante todo, entrañable, honesta y sensible, a la infancia fustigada por el deshidia familiar y el abandono social. Filmin. 2013
- Una odisea, una aventura al estilo huckleberryfinn. Gregorio belinchón. El país. 2013
- Su estructura neorealista aterriza con firmeza en el léxico del arte con conciencia política, pero morais ha comunicado este punto con la máxima integridad, utilizando un extenso vocabulario cinematográfico que muestra y guía en lugar de sólo contar. Robert bell. Exclaim!. 2013
- Un director con un universo propio que se construye en torno al silencio y el paisaje. Un film sobre la infancia que forma un díptico imprescindible con las olas: ancianos, niños. Nuria vidal. 2013
- Una estudiada, melancólica, y silenciosa mirada política sobre la alienación de la infancia. Jonathan holland. The Hollywood reporter. 2013